# Підлісся (Чортківський район)

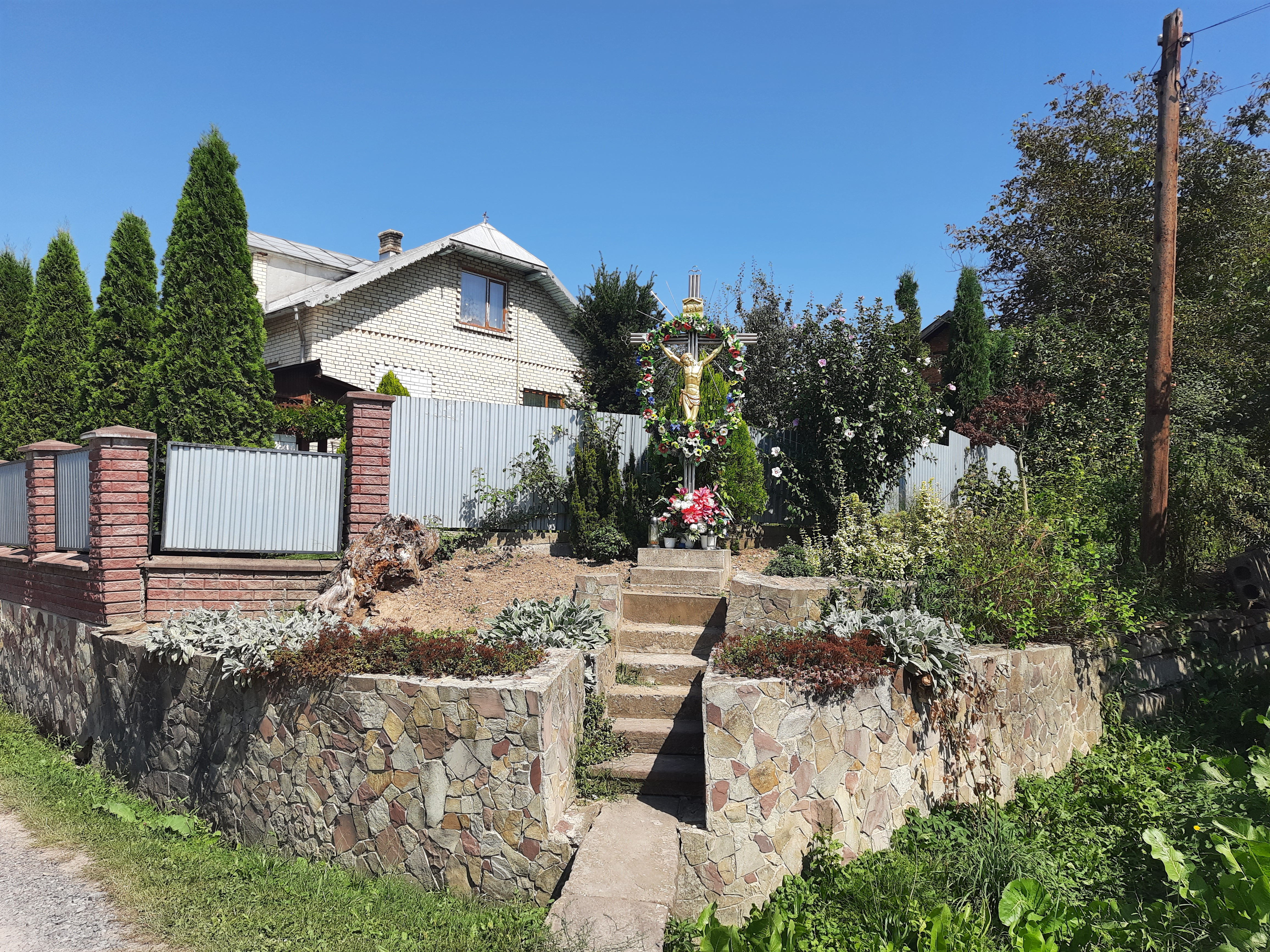
Пам'ятний хрест

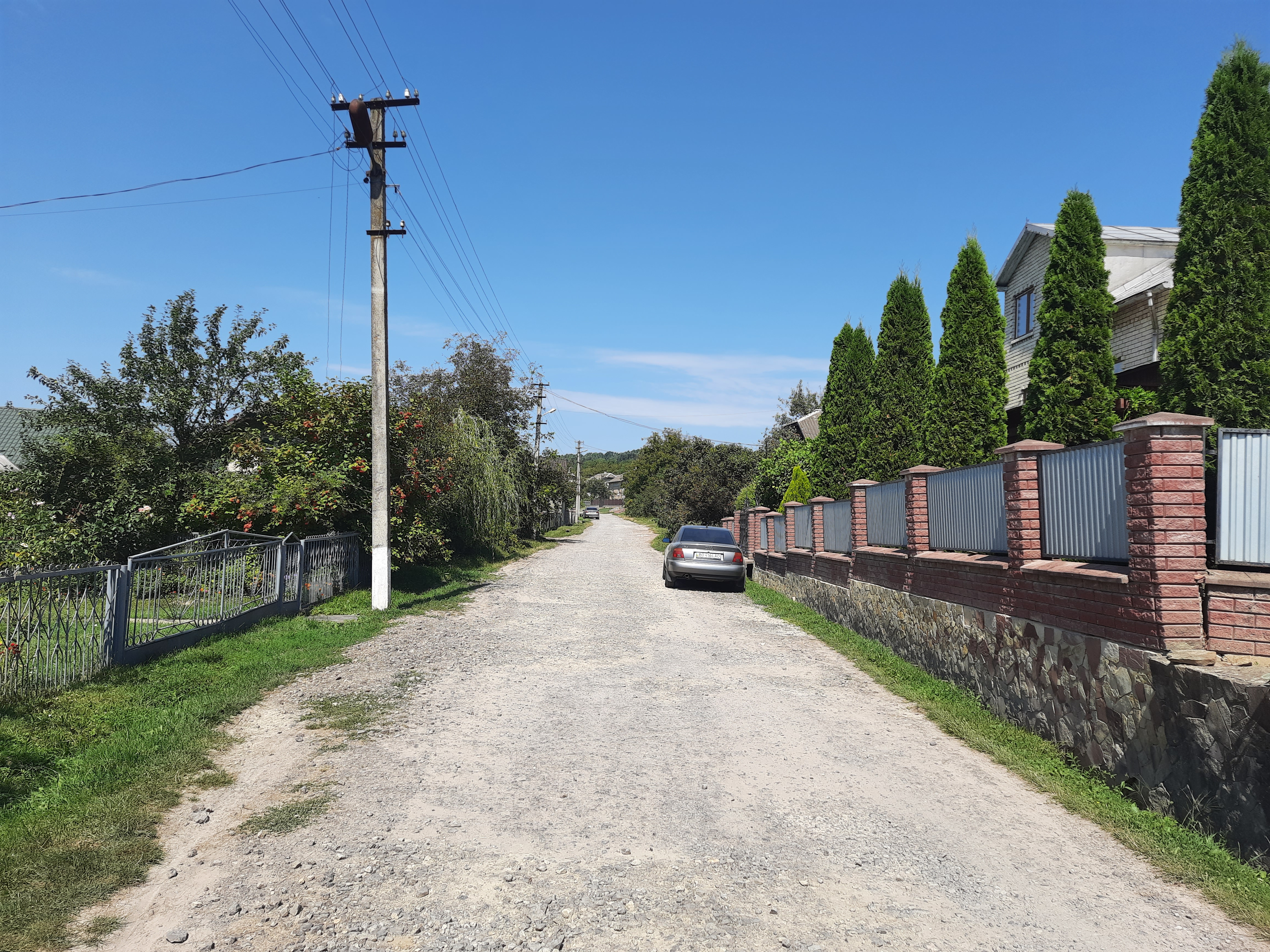
Сільська вулиця

Підлі́сся — село в Україні, у Бучацькій міській громаді Чортківського району Тернопільської області. Фактично частина міста Бучач, розташоване за 3 км від найближчої залізничної станції Бучач. Населення 419 осіб (2007).

## Історія
Відоме від XVIII ст.

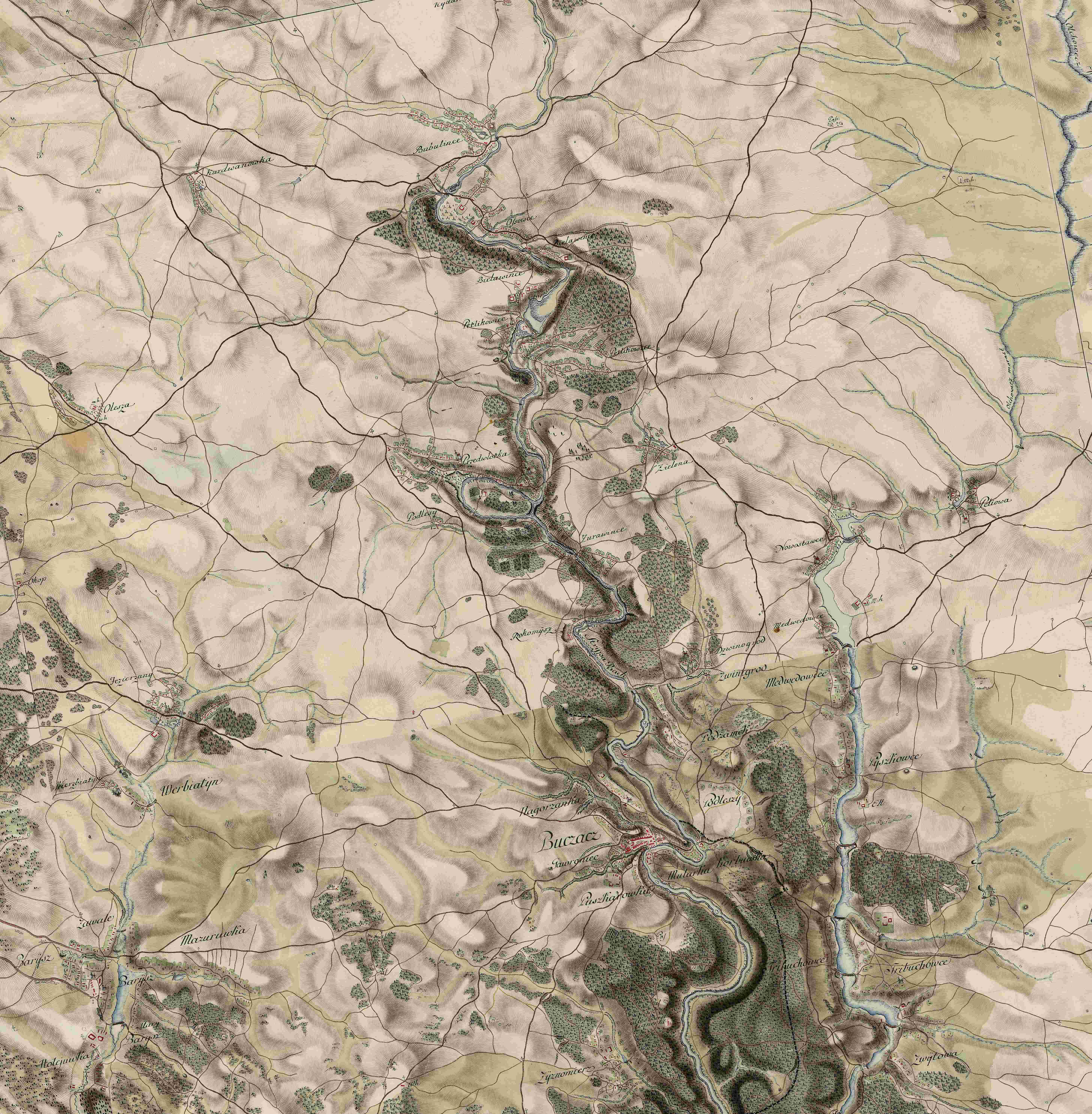
Підлісся на мапі фон Міґа, XVIII ст.

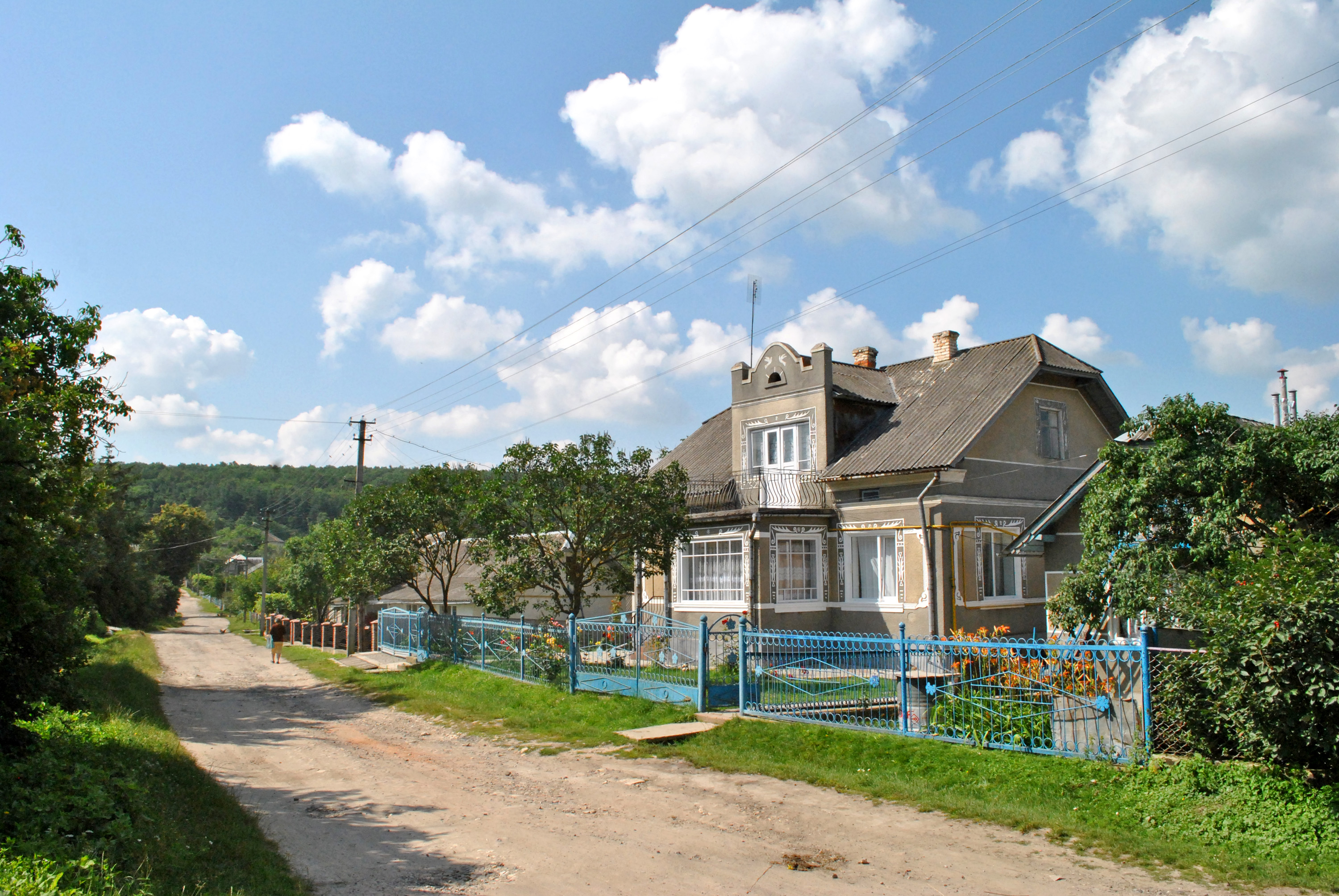
Вулиця Лесі Українки, село Підлісся Бучацького району

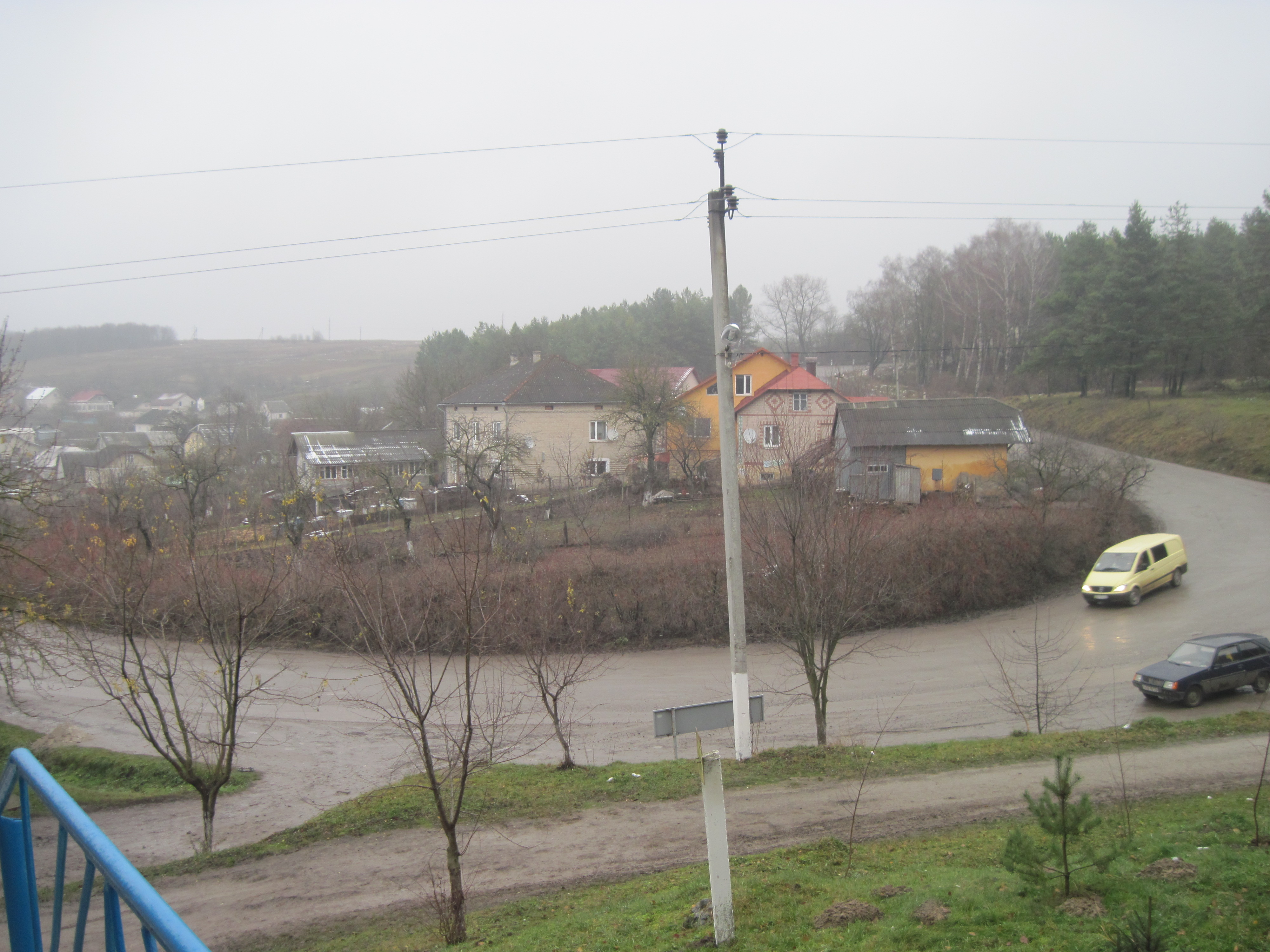
Околиця села, осінь 2014

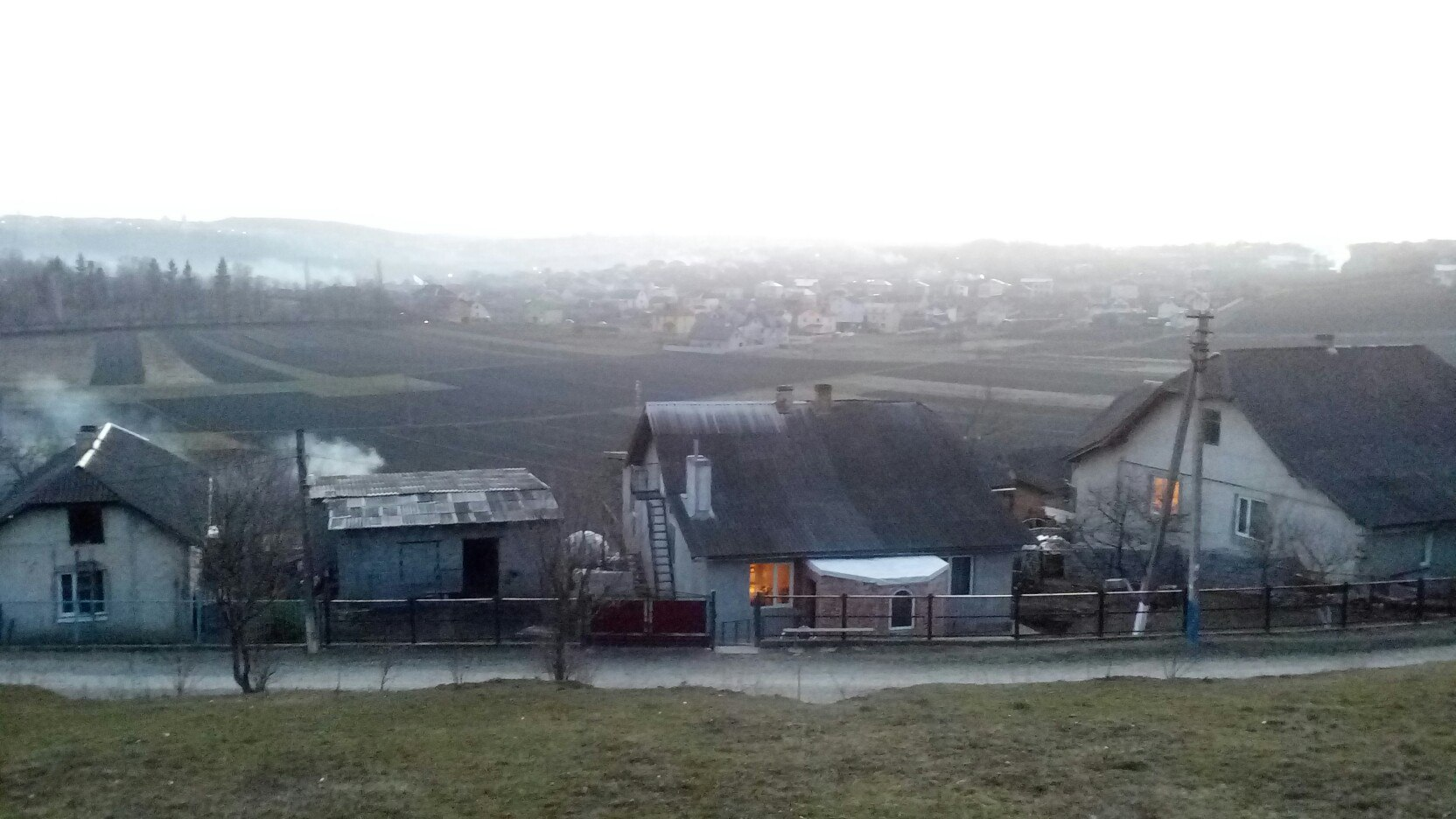
Вигляд з пагорба на центральні будинки вулиці Лесі Українки

Власником маєтку в селі (також у розташованих недалеко Медведівцях) наприкінці був Владислав Чайковський.
1939 року в Підліссі переважало польське населення.
12 червня 2020 року, відповідно до розпорядження Кабінету Міністрів України № 724-р «Про визначення адміністративних центрів та затвердження територій територіальних громад Тернопільської області» увійшло до складу Бучацької міської громади.
19 липня 2020 року, в результаті адміністративно-територіальної реформи та ліквідації Бучацького району, увійшло до складу новоутвореного Чортківського району.
З 11 грудня 2020 р. належить до Бучацької міської громади.

## Населення

### Мова
Розподіл населення за рідною мовою за даними перепису 2001 року:
| Мова       | Кількість | Відсоток |
| ---------- | --------- | -------- |
| українська | 420       | 99.53%   |
| російська  | 2         | 0.47%    |
| Усього     | 422       | 100%     |

## Політика

### Парламентські вибори, 2019
На позачергових парламентських виборах 2019 року у селі функціонувала окрема виборча дільниця № 610183, розташована у приміщенні клубу.
Результати
- зареєстровано 322 виборці, явка 65,22%, найбільше голосів віддано за «Слугу народу» — 26,92%, за Всеукраїнське об'єднання «Батьківщина» — 20,67%, за «Європейську Солідарність» — 16,83%.[5] В одномандатному окрузі найбільше голосів отримав Микола Люшняк (самовисування) — 25,36%, за Ігоря Сопеля (Слуга народу) — 20,57%, за Володимира Бліхаря (Всеукраїнське об'єднання «Батьківщина») — 18,66%[6].

## Соціальна сфера
Клуб декілька років не діє.

## Відомі люди
- Петро Босаків (пом. 3 квітня 1940[7]) — бучацький районовий провідник ОУН, був похований на міцевому цвинтарі у квітні 1940 року, в 1942 році перепохований у селі Жизномир.[8]

### Народилися
- Ігор Гамеляк (нар. 1963) — доктор технічних наук, професор, автор наукових праць.[9]
- Сергій Магерович (нар. 1974) — український футболіст.
- Леся Мацьків (Горлицька) (нар. 1978) — співачка, педагог, диригент, композитор, ведуча концертних програм, лауреат всеукраїнських і міжнародних пісенних конкурсів.
- Михайло Мовчан (нар. 1964) — український футболіст.
- Іван Стребков (нар. 1991) — майстер спорту з легкої атлетики.